# Jurica Murai
Jurica Murai (Varaždin, 26. ožujka 1927. – Zagreb, 26. siječnja 1999.) bio je hrvatski pijanist, glazbeni pedagog i akademik.

## Životopis
Jedan od najistaknutijih hrvatskih pijanista, Jurica Murai, rođen je 26. ožujka 1927. u Varaždinu gdje je stekao prvu glazbenu poduku. Od 1935. godine bio je privatni đak prof. Svetislava Stančića u Zagrebu. Tijekom Drugog svjetskog rata školuje se u Budimpešti na Muzičkoj akademiji "F. Liszt" kod prof. B.Bőszőrmény-Nagy, a nakon rata nastavlja studij u Zagrebu na Muzičkoj akademiji u klasi prof. Svetislava Stančića. Diplomirao je 1950. i dobio Klaićevu nagradu. Kao stipendist francuske vlade studirao je u Parizu kod Marguerite Long, a u Sieni je na Accademia Chigiana pohađao majstorske tečajeve kod Guida Agostia i Alfreda Cortota. Od 1951. godine pa do smrti 26. siječnja 1999. godine djeluje na Odjelu za glasovir Muzičke Akademije Sveučilišta u Zagrebu, najprije kao asistent prof. Stančića, a od 1966. godine kao redoviti profesor i pročelnik Odjela za glasovir u dva mandata. Umirovljen je 1994. godine. S pijanistom Darkom Lukićem djelovao je u Zagrebačkome klavirskom duu.

## Nagrade
O ugledu i značaju profesora Jurice Muraja svjedoči niz nagrada i priznanja koje je primio za svoju svestranu i vrijednu reproduktivnu djelatnost: Nagrada Vladimir Nazor – godišnja nagrada (1970.) i Nagrada za životno djelo (1993.), Nagrada Milka Trnina (1959. i 1972.), Nagrada Grada Zagreba (1962.), "Zlatna lira"(1970.), "Ivo Tijardović" (1978.), "Ivan Lukačić" (1985.), Nagrada Lovro pl. Matačić za životno djelo (1996.), a najveća počast dodijeljena je prof. Muraju 1997. kada je na temelju svog vrhunskog pijanizma i muzikološke djelatnosti izabran za redovitog člana Hrvatske akademije znanosti i umjetnosti. Nastupao je na brojnim domaćim i međunarodnim festivalima. Zastupljen je u glazbenim enciklopedijama Hrvatske, Jugoslavije, Velike Britanije i Nizozemske.

## Vanjske poveznice
- Murai, Jurica Hrvatska enciklopedija. LZMK
- LZMK / Proleksis enciklopedija: Murai, Jurica
- HAZU: akademik Jurica Murai, pijanist